# Lisa Smith
Pour les articles homonymes, voir Smith.
Ne doit pas être confondu avec L. J. Smith.
Lisa Smith, ou Lisa Smith-Batchen après son mariage en 2001, est une athlète américaine née le 16 septembre 1960 à Vicksburg, dans le Mississippi. Spécialiste de l'ultra-trail, elle a remporté l'ultramarathon de Badwater en 1997 et 1998 ainsi que le Marathon des Sables en 1999.

## Résultats
- 1997
  - 1re de l'ultramarathon de Badwater.

- 1998
  - 1re de l'ultramarathon de Badwater.

- 1999
  - 1re du Marathon des Sables.